# Herb Sulechowa
Herb Sulechowa – jeden z symboli miasta Sulechów i gminy Sulechów w postaci herbu.

## Wygląd i symbolika
Herb przedstawia na białej tarczy dwie wieże koloru czerwonego. Między wieżami stoi rycerz w zbroi, trzymający złotą tarczę z czarnym orłem z przepaską srebrną (orzeł Piastów śląskich).
Herb nawiązuje do herbu księcia Henryka III głogowskiego, który lokował miasto.

## Historia
Wizerunek herbowy znany jest od XV wieku. Na pieczęciach miejskich występował w różnych konfiguracjach – pierwotnie z księciem, później z knechtem. Zmieniała się także ilość tarcz z orłem dolnośląskim oraz kolor zbroi – pierwotnie była błękitna.